# Leszek Smajdor
Leszek Smajdor (ur. 17 lutego 1958 w Nowym Sączu) – polski lekkoatleta, wieloboista, medalista mistrzostw Polski, reprezentant Polski.

## Kariera sportowa
Był zawodnikiem Chemika Kędzierzyn-Koźle i Górnika Zabrze.
Na mistrzostwach Polski seniorów na otwartym stadionie zdobył dwa medale: srebrny w sztafecie 4 x 100 metrów w 1985 i brązowy w dziesięcioboju w 1980. 
Reprezentował Polskę w zawodach Pucharze Europy w wielobojach, zajmując w 1979 18. miejsce w finale, z wynikiem 7192.
Rekord życiowy w dziesięcioboju: 7785 (4.09.1983), według tabel obowiązujących od 1985, w siedmioboju w hali: 5736 (26.02.1984).